# IC 3500
IC 3500 је спирална галаксија у сазвјежђу Береникина коса која се налази на листи објеката дубоког неба у Индекс каталогу.
Деклинација објекта је + 13° 57' 46" а ректасцензија 12h 33m 49,5s. Привидна величина (магнитуда) објекта IC 3500 износи 14,4 а фотографска магнитуда 15,1. IC 3500 је још познат и под ознакама CGCG 70-171, VCC 1526, PGC 41751.